# スパイ・ゾルゲ
『スパイ・ゾルゲ』は、2003年6月14日公開の日本映画。実在のスパイ、リヒャルト・ゾルゲの半生を描いた、全編3時間を越える大作である。

## 概要
映画監督篠田正浩の十数年にわたる構想を実現させた監督引退作品。HD24Pによる全編デジタル撮影やCGによる大規模な合成などで話題を集めたものの、批評的にも興行的にも成功しなかった。元朝日新聞社員の尾崎秀実が主要な人物として登場することもあり、朝日新聞社が製作に大きく関与している。
篠田は本作製作は『ハムレット』の一節がきっかけであったと述べており、それに例えて戦前・戦中の昭和を「関節が全部外れていった時代」と称している。また製作の動機について、自身が何故太平洋戦争を体験したのかという謎に対する想いも挙げている。
最先端のデジタルシネマ撮影技術が大規模で投入された。HD24Pはテープ収録ではなく非圧縮ハードディスクレコーディングで行われ、CG製作においては早稲田大学やNTTなどの産学協同体制がとられた。篠田は当時早稲田大学の特命教授を務めており、大学との提携により早稲田大学本庄キャンパス内にあるTAO（通信・放送機構）の本庄情報通信研究開発支援センターを映画で初めて使用している。篠田は本作を引退作とした理由について技術の到達度を挙げている。篠田によると、この作品は日本で初めて撮影から編集まで、フィルムを一切使用せずに制作された映画だという。
三宅華子のモデルであった石井花子はじめ、登場人物の大部分は映画公開時点で物故者であったが、ヴェケリッチの妻である山崎淑子（2006年死去）は当時存命で、子息である山崎洋（彼も生誕間もない姿で本作に登場する場面がある）とともに試写会に招かれている。ヴェケリッチと淑子が出会う場面で淑子は和装であるが、史実では洋装であった。これに関しては衣装担当の森英恵がそれを知った上で和装にするよう篠田に勧めたという。
音楽のメインテーマは、池辺晋一郎の交響曲第6番『個の座標の上で』の冒頭部分をそのまま引用している。本作の予告編及びテレビCMではBGMにフィンランドのヘヴィメタルバンドストラトヴァリウスの『Infinity』が使用されていた。
エンドロールの最後に「この映画を武満徹に」の献辞が表示されるように、武満の死を悼んで作られた映画でもある (篠田は自分の映画の音楽の多くを武満に頼んでいた)。実際に、エンドロールの最後にかかる曲は武満徹の「弦楽のためのレクイエム」である。
篠田の監督引退作品ということで、妻の岩下志麻がメイキング監督として自らカメラを回し、後に『わが心の「スパイ・ゾルゲ」〜妻・岩下志麻が見た監督・篠田正浩』として発売された。

## キャスト
- イアン・グレン：リヒャルト・ゾルゲ
- 本木雅弘：尾崎秀実
- 椎名桔平：吉河光貞（同事件を主任として担当した、いわゆる思想検事）
- 上川隆也：特高"T"
- 葉月里緒菜：三宅華子（カフェの女給）
- 小雪：山崎淑子（ヴェケリッチの妻）
- 夏川結衣：尾崎英子（尾崎の妻）
- 永澤俊矢：宮城与徳（画家）
- 榎木孝明：近衛文麿（公爵・首相）

- ウルリッヒ・ミューエ：オイゲン・オット（駐日ドイツ大使）
- ミア・ユー：アグネス・スメドレー（ジャーナリスト）
- ウォルフギャング・セッシュマイヤー：マックス・クラウゼン
- アーミン・マレヴスキー：ブランコ・ド・ヴェケリッチ
- カテリーナ・フレミング：カーチャ（ゾルゲの妻）
- カレン・フレシッケ：ヘルマ・オット（オイゲン・オットの妻）

- 花柳錦之輔：昭和天皇（大元帥）
- 麿赤児：杉山元（陸軍大臣）
- 吹越満：西園寺公一（西園寺公望の孫）
- 鶴見辰吾：牛場友彦（近衛文麿秘書）
- 津村鷹志：内務省の男（Tの上司）
- 河原崎建三：朝日新聞上海通信局長（尾崎の上司）
- 原口剛：本庄繁（侍従武官長）
- 不破万作：見物の男

- 観世栄夫：能／善知鳥

- レナ・レシング：アンナ・クラウゼン
- Marian Wolf：ディレクセン大使（前任の駐日ドイツ大使）
- Max Hopp：ショル少佐
- マイケル・クリスチャン：マイジンガー大佐（ナチス親衛隊大佐、駐日ドイツ大使館極東部長）
- アレクサンドラ・フィンダー：キーファ秘書
- Marek Wlodarczyk：ベルジン大将（ソ連軍大将）
- Jurij Rosstalnyi：ウリツキー中将（ソ連軍中将）
- Robert Mika：ラヴレンティ・ベリヤ（ソ連内務人民委員）
- Jarek Wozniak：ヴィクトール
- Peter Borchert：スターリン

- 竹中直人：東条英機（陸軍大臣）
- 菊地康二：大橋秀雄（特高警察）
- 松村穣：拘置所通訳
- 津田健次郎：報道カメラマン
- 鶴岡大二郎：栗原中尉
- 佐藤学：安藤大尉
- 田中弘太郎：青年将校
- 秋間登：刑務所看守
- りゅう雅登：満鉄司会者
- 野村信次：避難訓練の男
- 江口ナオ：娼婦
- 沈莉輝：上海の少女

- 石原良純：中橋中尉

- 江川達也：大陸浪人
- 木村翠：華子の母
- 福井友信：日光の通訳
- 岡村洋一：緒方竹虎（東京朝日新聞主筆）
- 山本哲也：肖像画の軍人
- 大島隆宏：逓信省通信士
- 金子達：高橋是清（大蔵大臣）
- 中村方隆：街頭写真屋
- 石毛誠：インテリ失業者
- 福井晋：ロシア語の男

- 佐藤慶：墓守

- ロジャー・パルバース：新聞記者
- ジリ・ヴァンソン：U.S.MP
- Georg O.P.Eschert：ケテル
- 野田よし子：クララ
- 峰岸みくさ：ベルタ
- 松永恵美：モニカ
- 下出丞一：バーテン
- 麻丘しのぶ：女中
- 神野寛子：受付嬢

- 加藤治子：三宅華子（1991年時）
- 大滝秀治：西園寺公望（元老）
- 岩下志麻：近衛千代子（文麿夫人）
- 篠田正浩：淑子の父

## スタッフ
- 監督・原作：篠田正浩
- 脚本：篠田正浩、ロバート・マンディ
- 撮影：鈴木達夫
- 衣裳デザイン：森英恵
- 音楽：池辺晋一郎
- VFXスーパーバイザー：川添和人
- VFXプロデューサー：大屋哲男
- デジタル撮影コーディネーター：笠原雄治
- エグゼクティブ・スーパーバイザー：原正人
- プロダクション・スーパーバイザー：青木陽一
- 美術：及川一、陳紹勉、ANNETTE LOFY
- 美術アドバイザー：浅葉克巳
- 録音：瀬川徹夫
- 照明：三上日出志
- 編集：奥田浩史
- 監督補：浜本正機
- 製作：篠田正浩、岩下清、椎名保、島谷能成、香山哲、牧山武一、野田順弘、長瀬文男、増田宗昭、早河洋、里見治、山本英俊
- プロデューサー：鯉渕優、大平和登、ROGER.SMITH、PETER RAWLEY、マンフレッド・ドルニオク、仲[山争]
- 協力：朝日新聞社、角川書店、本庄市、早稲田大学
- 製作プロダクション：表現社
- 製作委員会メンバー：表現社、アスミック・エース、東宝、セガ、日本情報通信コンサルティング、オービック、IMAGICA、カルチュア・パブリッシャーズ、テレビ朝日、サミー、フィールズ
- 配給：東宝